# Tanita loosi
Tanita loosi är en insektsart som beskrevs av Bolívar, I. 1904. Tanita loosi ingår i släktet Tanita och familjen Pyrgomorphidae.

## Underarter
Arten delas in i följande underarter:
- T. l. pulchra
- T. l. loosi